# Zegarek elektromechaniczny

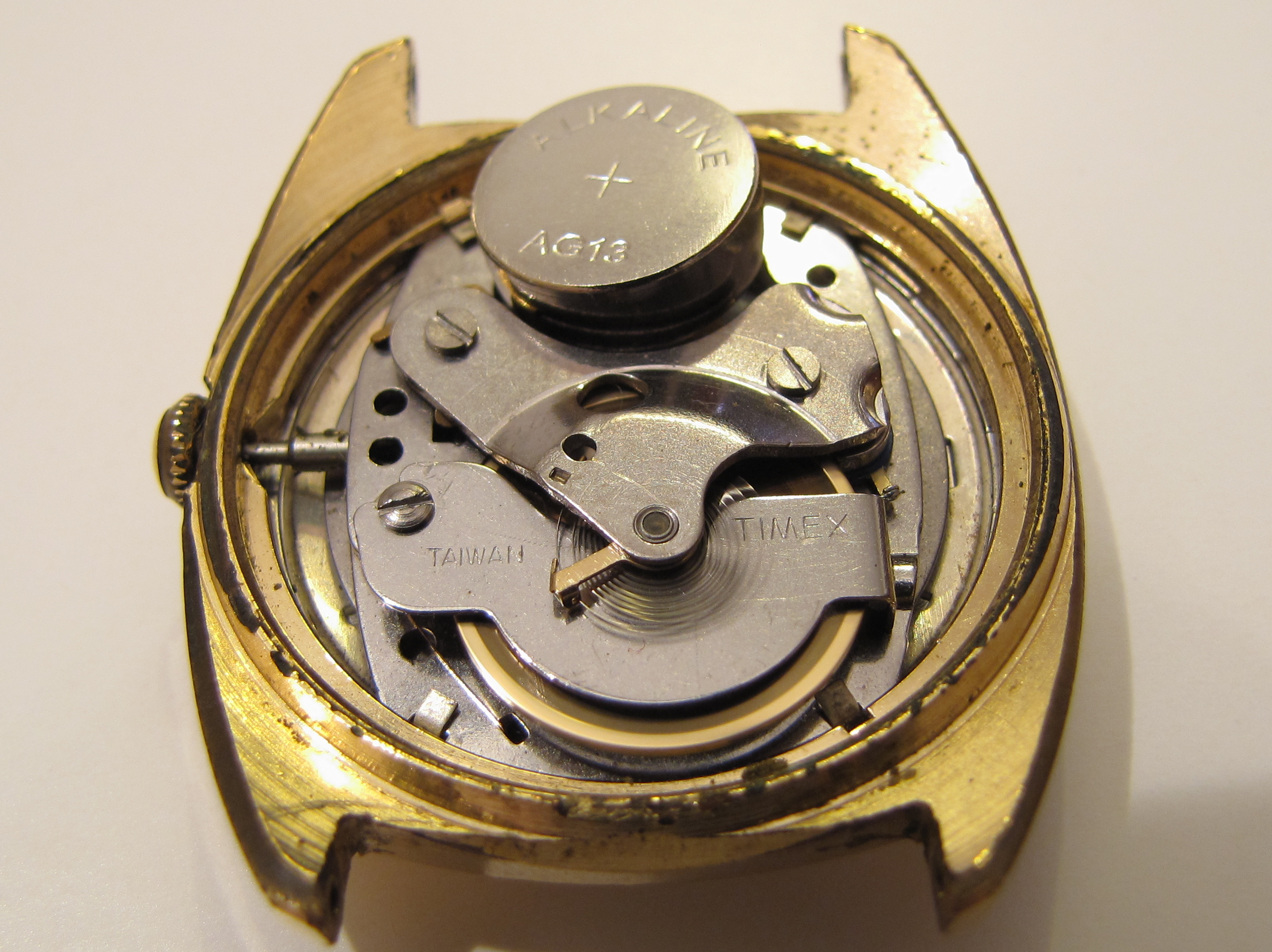
Zegarek elektromechaniczny z balansem

Zegarek elektromechaniczny – rodzaj zegarka, którego źródłem napędu jest prąd elektryczny emitowany przez baterię. Termin ten odnosi się do pierwszej generacji (od 1957 roku) zegarków zasilanych bateryjnie, których regulatorem chodu nie był rezonator kwarcowy, tylko balans lub kamerton. Ze względu na mniejszą precyzję pomiaru czasu oraz wyższy koszt produkcji w stosunku do zegarów kwarcowych, obecnie zegarki elektromechaniczne nie są już produkowane – ostatnie egzemplarze powstały pod koniec lat 70.